# Динамо (футбольний клуб, Ставрополь, 1986)
Футбольний клуб «Динамо» (Ставрополь) або просто «Динамо» (рос. Футбольный клуб Динамо (Ставрополь)) — російський футбольний клуб з міста Ставрополь, в однойменному краї. Раніше називався «Кавказтрансгаз-2005» і виступав за Різдвяний. Однак, клуб позиціонує себе як наступник ставропольського «Динамо»

## Хронологія назв
- 1989—1991, 1996, 1999 — «Сигнал» (Ізобільний)
- 1992 — «Динамо-АПК» (Ізобільний)
- 2000—2003 — «Спартак-Кавказтрансгаз» (Ізобільний)
- 2004 — «Кавказтрансгаз» (Ізобільний)
- 2005 — «Кавказтрансгаз» (Риздвяний)
- 2005—2013 — «Кавказтрансгаз-2005» (Риздвяний)
- 2013—2014 — «Газпром Трансгаз Ставрополь» (Риздвяний)
- 2014—2015 — «Динамо-ГТС» (Ставрополь)
- з 2015 — ПФК «Динамо» (Ставрополь)

## Історія
Дебют команди відбувся в 1988 році: «Сигнал» грав у першості РРФСР і за кілька турів до кінця зональних змагань забезпечив собі перше місце і право участі у всеросійському фіналі. За результатами вирішальних ігор «Сигнал» стали чемпіоном Росії. Напередодні старту в чемпіонаті СРСР 1989 року колектив був майже повністю розпущений. Кістяк нової команди склали молоді гравці. Перемоги в домашніх матчах чергувалися з розгромним поразками на виїзді. Жоден з тренерів, які дуже часто змінювалися, так і не зміг створити по-справжньому сильний колектив. За ці роки в «Сигналі» виступали Олександр Горбачов, Вадим Соколов, Андрій Копилов, Валерій Шевирьов, Дмитро Тулинцев, Андрій Стороженко.
У 1992 році через фінансові труднощі команда була знята з розіграшу російської першості. У 1996 році під керівництвом Євгена Перевертайло команда відродилася. Однак перед поїздкою на фінальний турнір всеросійського першості аматорських команд, який повинен був стартувати восени 1996 року в Ульяновськ, було оголошено, що більше команди майстрів в Ізобільному не буде.
У 1998 році було знову розпочато створення футбольного клубу. У короткий термін під знамена «Сигналу» були покликані місцеві вихованці: Андрій Яригін, Едуард Махмуров, Андрій Родіонов, Олександр Бєліков, Андрій Макаров. Керівництво клубом було довірено Геннадію Колотухіну, а тренером став Євген Перевертайло. З першого матчу, очоливши турнірну гонку, «Сигнал» видав в зональному турнірі безпрограшну серію з 22-ох матчів.
У сезоні 2000 року, вже в ранзі професійної команди, «Сигнал» вступив під новою назвою - «Спартак-Кавказтрансгаз». До списку засновників футбольного клубу додалося ТОВ «Кавказтрансгаз».
У сезоні 2004 року «Кавказтрансгаз», який втратив приставки «Спартак», очолили досвідчені фахівці: начальник команди Валентин Кочергін, запрошений з футбольного клубу «Терек», і головний тренер Віталій Коберський з «Ниви» (Слов'янськ-на-Кубані). Під їх керівництвом команда влаштувала фінішний спурт і увійшла в шістку найсильніших команд зони «Південь».
У міжсезоння знову з'явилася загроза розпаду команди, але депутат Державної Думи Ставропольського краю, генеральний директор ТОВ «Кавказтрансгаз» Василь Васильович Зинов'єв вирішив допомогти клубу. У короткий термін в селищі газовиків Різдвяний був побудований сучасний стадіон, і ФК «Кавказтрансгаз-2005» взяв старт у першості Південного федерального округу серед аматорських команд. Становлення колективу пройшло успішно: перемігши в домашніх матчах ставропільське «Динамо», новоросійський «Чорноморець», каспійський «Дагдизель», трансгазовці зайняли четверте місце і створили хороший плацдарм для повернення в професійну футбольну лігу. З 2006 року «Кавказтрансгаз-2005» знову виступає в другому дивізіоні. У 2013 році перейменований на честь засновника.
15 травня 2014 року було вирішено футбольний клуб «Газпром трансгаз Ставрополь» перейменувати в «Динамо ГТС» і під цією назвою починаючи з сезону 2014/15 років клуб виступатиме у другому дивізіоні
1 червня 2015 року було оголошено про перейменування «Динамо-ГТС»: сезон 2015/16 років клуб почав під назвою «Динамо» (Ставрополь).

## Клубні кольори
| Синій | Білий |

## Досягнення
- Чемпіонат РРФСР з футболу серед аматорських команд
  -  Чемпіон (1): 1988

- Кубок Росії з футболу серед аматорських команд
  -  Володар (1): 1996

## Рекордсмени клуба
Найбільша кількість матчів за клуб (2 дивізіон):
- Герман Берієв - 102
- Валерій Басієв - 95

Найбільша кількість голів за клуб (2 дивізіон):
- Валерій Басієв - 24
- Жумалдін Каратляшев - 22

## Статистика виступів

### У чемпіонатах СРСР
| Сезон | Ліга                          | Місце | Примітки |
| ----- | ----------------------------- | ----- | -------- |
| 1989  | Друга ліга СРСР, зона 3       | 16    |          |
| 1990  | Друга нижча ліга СРСР, зона 4 | 12    |          |
| 1991  | Друга нижча ліга СРСР, зона 4 | 7     |          |

### У чемпіонатах Росії
| Сезон   | Ліга                            | Місце | Примітки                                   |
| ------- | ------------------------------- | ----- | ------------------------------------------ |
| 1992    | Друга ліга, зона 1              | 11    | Виключення з ПФЛ. Проблеми з фінансуванням |
| 1996    | КФК Росії, Південь              | 2     |                                            |
| 1999    | КФК Росії, Південь              | 1     |                                            |
| 1999    | КФК Росії, Фінал                | 3     | Вихід у другий дивізіон                    |
| 2000    | Другий дивізіон, зона «Південь» | 7     |                                            |
| 2001    | Другий дивізіон, зона «Південь» | 17    |                                            |
| 2002    | Другий дивізіон, зона «Південь» | 13    |                                            |
| 2003    | Другий дивізіон, зона «Південь» | 16    |                                            |
| 2004    | Другий дивізіон, зона «Південь» | 6     | Виключення з ПФЛ. Проблеми з фінансуванням |
| 2005    | ЛФЛ Росії, Південь              | 4     | Выход во Второй дивизион                   |
| 2006    | Другий дивізіон, зона «Південь» | 7     |                                            |
| 2007    | Другий дивізіон, зона «Південь» | 6     |                                            |
| 2008    | Другий дивізіон, зона «Південь» | 8     |                                            |
| 2009    | Другий дивізіон, зона «Південь» | 15    |                                            |
| 2010    | Другий дивізіон, зона «Південь» | 7     |                                            |
| 2011/12 | Другий дивізіон, зона «Південь» | 10    |                                            |
| 2012/13 | Другий дивізіон, зона «Південь» | 14    |                                            |
| 2013/14 | Другий дивізіон, зона «Південь» | 9     |                                            |
| 2014/15 | Другий дивізіон, зона «Південь» | 5     |                                            |

### У кубку Росії
| Сезон   | Стадія |
| ------- | ------ |
| 1992/93 | 1/32   |
| 2000/01 | 1/512  |
| 2001/02 | 1/32   |
| 2002/03 | 1/256  |
| 2003/04 | 1/256  |
| 2004/05 | 1/64   |
| 2006/07 | 1/256  |
| 2007/08 | 1/256  |
| 2008/09 | 1/256  |
| 2009/10 | 1/256  |
| 2010/11 | 1/256  |
| 2011/12 | 1/256  |
| 2012/13 | 1/64   |
| 2013/14 | 1/64   |
| 2014/15 | 1/128  |
| 2015/16 | 1/64   |